# Castroviejo-Hase
Der Castroviejo-Hase oder Ginsterhase (Lepus castroviejoi) ist eine Säugetierart aus der Familie der Hasen (Leporidae). Er wurde erst 1977 als eigene Art beschrieben. Der Castroviejo-Hase ist ein Endemit Spaniens und bewohnt dort nur ein kleines Areal im Nordwesten. Die IUCN stuft die Art als gefährdet („vulnerable“) ein.
Die Art ist nach dem spanischen Zoologen und Ökologen Javier Castroviejo Bolibar benannt.

## Kennzeichen
Der Castroviejo-Hase ist etwas kleiner und leichter als der ähnliche Feldhase. Die Kopf-Rumpf-Länge beträgt 490–520 mm, die Schwanzlänge 70–96 mm, die Länge der Hinterfüße 135–145 mm und die Ohrlänge 91–95 mm. Die Tiere wiegen 2,0–3,5 kg. Das Fell ist langhaarig, die Deckhaare sind gebogen. Im Vergleich zum Feldhasen ist das Fell oberseits mehr gelblich braun und weiße Färbung der Unterseite ist ausgedehnter. Am Kopf verläuft ein heller Streifen vom Auge zur Kehle.

## Verbreitung und Lebensraum

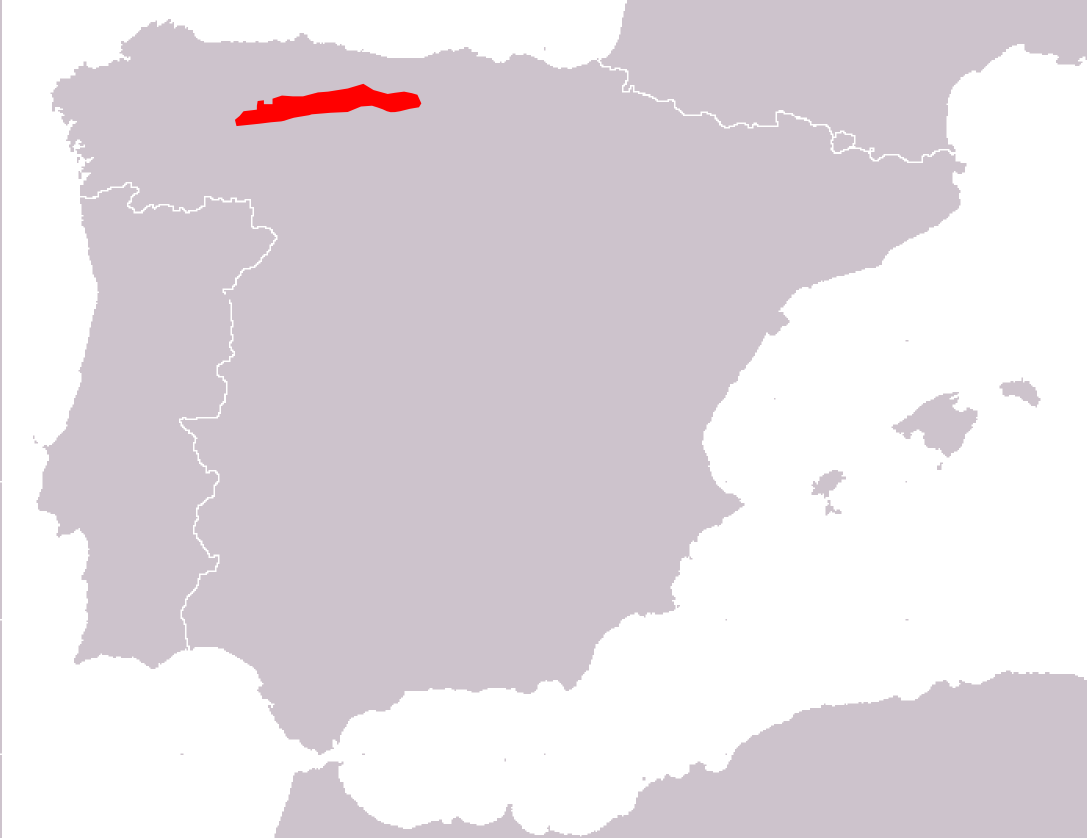
Verbreitungsgebiet des Castroviejo-Hasen

Die Art ist in einem etwa 5000 km² großen Areal im Nordwesten Spaniens endemisch. Das Verbreitungsgebiet erstreckt sich im Kantabrischen Gebirge in Ost-West-Richtung über etwa 230 km und in Nord-Süd-Richtung über 25–40 km. Im Sommer bewohnen Castroviejo-Hasen bevorzugt Heidegebiete in 1300 bis 1900 Metern Höhe, die unter anderem mit Besenheide, Ginster und Wacholder bewachsen sind. Die Art kommt jedoch auch auf Kahlschlägen im Laubwald sowie auf frischen Brandflächen vor. Im Winter suchen die Tiere tiefergelegene Gebiete bis 1000 m Höhe auf, wohl vor allem, um dem Schnee auszuweichen. Insgesamt sind die besiedelbaren Habitate und damit wohl auch die Verbreitung der Art stark fragmentiert.

## Lebensweise
Über die Lebensweise dieser Art ist bisher wenig bekannt, Aktionsraum, Siedlungsdichte und Nahrungspräferenzen entsprechen jedoch vermutlich weitgehend jenen des Feldhasen in entsprechenden Habitaten. Über die Fortpflanzung ist bisher nichts bekannt.

## Bestand und Gefährdung
Wegen seines kleinen Verbreitungsgebietes, des vermutlich in zahlreiche Einzelpopulationen zergliederten Vorkommens und der immer noch fortgesetzten Bejagung wird der Castroviejo-Hase von der IUCN als gefährdet („vulnerable“)  gelistet. In Asturien ist die Jagd auf ihn verboten und in Castilla y Leon dürfen nur noch einige hundert Tiere pro Jahr erlegt werden.